# Al-Hadher
Al-Hadher (arapski: الحاضر; transliteracija: al-Ḥāḍir) je selo na sjeveru Sirije, administrativno dio okruga Jabal Sam'an u pokrajini Alep. Sjedište je istoimene nahije. Prema Sirijskom državnom zavodu za statistiku (DZS), al-Hadher je prema popisu stanovništva iz 2004. imao 8.550 stanovnika.
Nalazi se 4 kilometra istočno od drevnog grada Qinnasrina (Chalcis ad Belum). Osnovalo ga je arapsko pleme Tanukh kao ḥāḍir (naselje sjedilačkih beduina) u 4. stoljeću pod bizantskom vlašću. Al-Hadher je služio kao sjedište Junda Qinnasrina, (vojna oblast Qinnasrin).